# Academie voor Beeldende Kunsten Sint-Joost

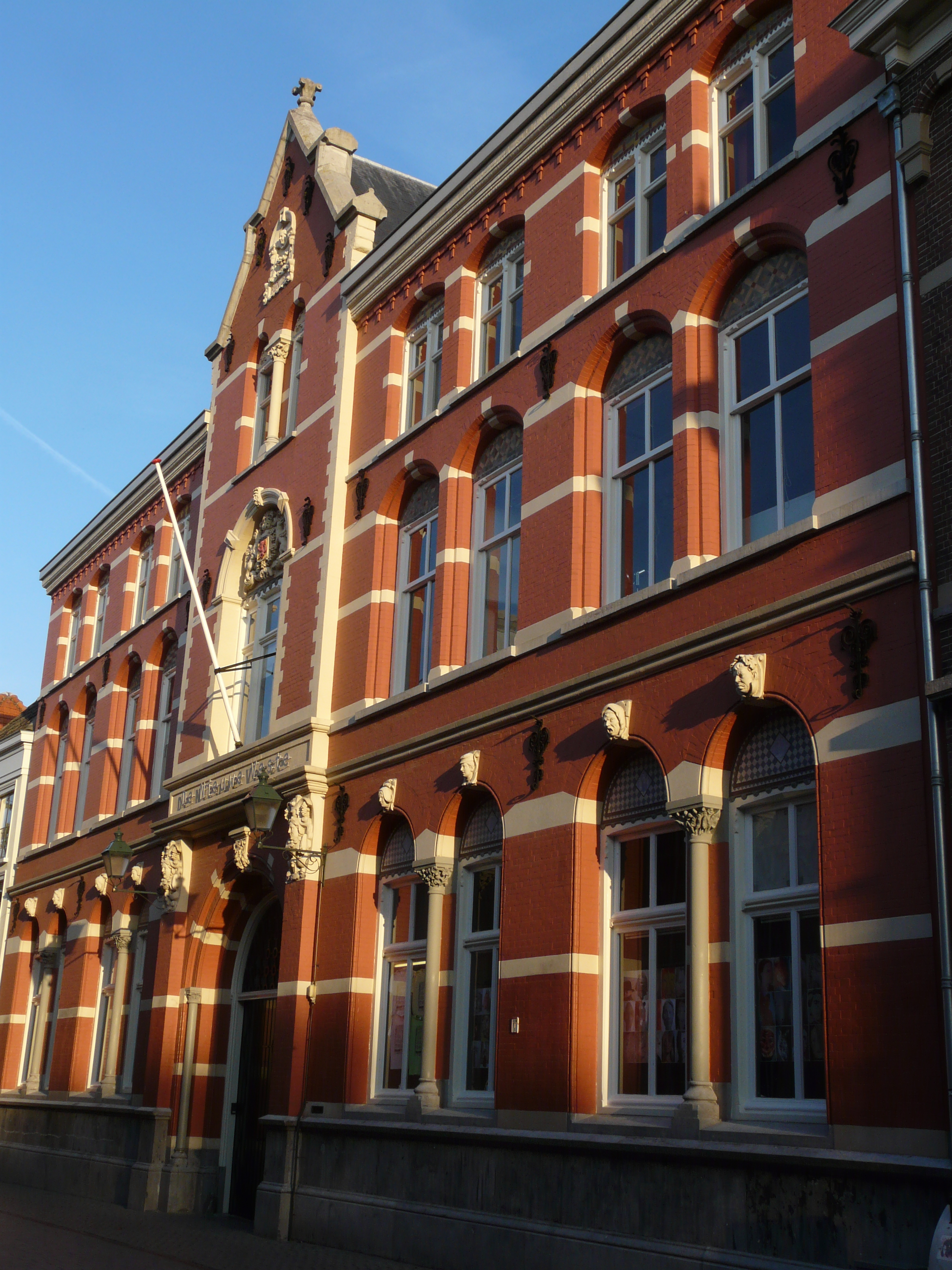
Huisvesting in Nieuwe Veste sinds 1955.

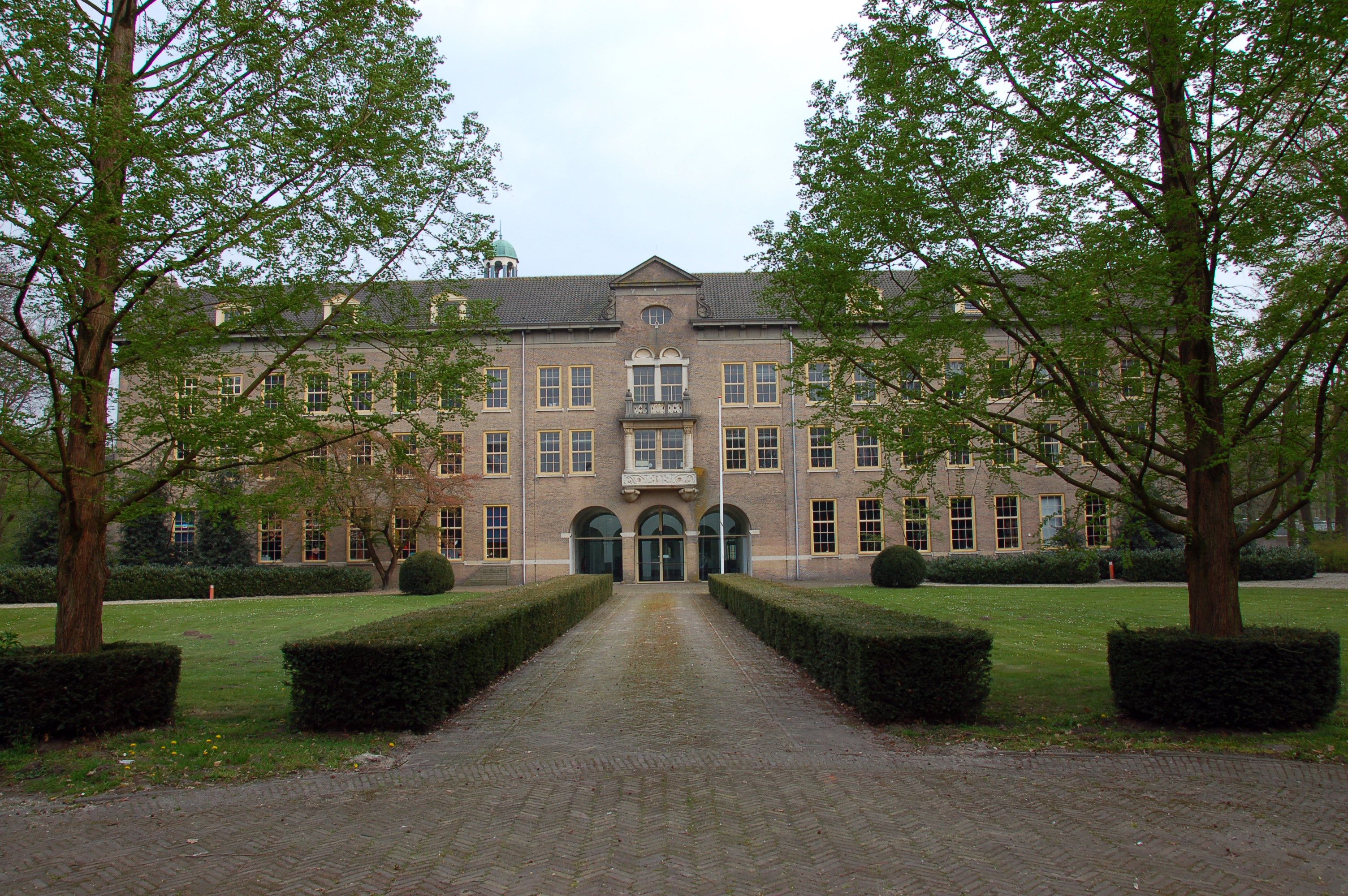
De huisvesting sinds 1993

De Academie voor Beeldende Kunsten Sint-Joost, kortweg Academie St. Joost (ook met 'k' geschreven), was een kunstacademie in Breda.
De academie kende haar oorsprong in 1922 toen Dio Rovers in deze stad een kunstopleiding startte. Deze opleiding ontwikkelde zich langs namen als de Bredasche Kunstkring, de Noord-Brabantse Vereniging van Beeldende Kunstenaars Jeroen Bosch en de Vrije School voor Beeldende Kunsten, tot het haar uiteindelijke naam kreeg.
De academie hield in 2004 op te bestaan toen zij met de Koninklijke Academie voor Kunst en Vormgeving uit Den Bosch opging in de Akademie voor Kunst en Vormgeving St. Joost.

## Geschiedenis
Tot de 20e eeuw kende Breda geen ontwikkeling van eigentijdse kunst. Ook maakte de oprichting van het Stedelijk Museum voor Geschiedenis en Oudheidkunde aan het begin van die eeuw daar nog geen verandering in. Het duurde sindsdien namelijk nog twintig jaar alvorens de kunstschilder Dio Rovers in 1922 een schildersopleiding opzette. Rovers had redelijk veel succes met zijn opleiding die de eerste stap werd voor een kunstacademie in Breda.
In 1933 was Rovers een van de oprichters van de Bredasche Kunstkring (ook wel Kunstkring Breda genoemd). Andere initiatiefnemers waren Paul Windhausen, Gerrit de Morée en Jan Strube. Ze hadden het doel om het kunstleven in Breda door middel van exposities en lezingen te stimuleren. Later wijzigden ze de naam in de Noord-Brabantse Vereniging van Beeldende Kunstenaars Jeroen Bosch.
Kort na de Tweede Wereldoorlog, in 1947, richtten drie leden uit kunstkring de Vrije School voor Beeldende Kunsten op, te weten Rovers, De Morée en Niel Steenbergen. Rond 1950 werd de school van naam gewijzigd in de Academie voor Beeldende Kunsten Sint-Joost. In 1954 werd in het centrum het historische Huize Ocrum aangekocht ter uitbreiding, en na een grondig renovatie werd dat gebouw begin 1955 voor onderwijs geopend. De kunstacademie ging sinds 1986 onder haar eigen naam verder als onderdeel van de Hogeschool West-Brabant.
In 2004 fuseerden verschillende Brabantse hogescholen tot de Avans Hogeschool. Deze fusie had ook tot gevolg dat de Academie St. Joost en de Koninklijke Academie voor Kunst en Vormgeving uit Den Bosch opgingen in de nieuw gevormde Akademie voor Kunst en Vormgeving St. Joost.

## Oud-studenten
- Allie van Altena
- Theo Barten
- Joris Baudoin
- Erik Buijs
- Monica Boekholt
- Marius Boender
- Esther Bruggink
- Rob Birza
- Tom Claassen
- Jean Counet
- Marlies Dekkers
- Iemke van Dijk
- Jan van den Dobbelsteen
- Sacha van Dorssen
- Dennis Elbers
- Ruud van Empel
- Maria Glandorf
- Cor van Gulik

- Rimko Haanstra
- Isolde Hallensleben
- Ab van Hanegem
- Gerard Haverkort
- Frank Havermans
- Judit Hettema
- Willem Hesseling
- Roderick Hietbrink
- Teun Hocks
- Piet Hohmann
- Paul den Hollander
- Lodewijk Imkamp
- Floris Kaayk
- Jan Kleingeld
- Theo Kley
- George Korsmit
- Joost Krijnen

- Hans Kruit
- Anouk Kruithof
- Sander Littel
- Sanne te Loo
- Jon Marten
- Membrandt
- Jan Michielsen
- Awoiska van der Molen
- Ad Molendijk
- Marc Mulders
- Yvonne Ne
- Boudewijn Neuteboom
- Ruurd van der Noord
- Jan van de Pavert
- Karin van Pinxteren
- Ruud Ringers

- Maarten van Rooijen
- Carolein Smit
- Michel Szulc-Krzyzanowski
- Moniek Toebosch
- Marie Cécile Thijs
- Frans van Veen
- Peer Veneman
- Claire Verkoyen
- Anton Vrede
- Reinoud van Vught
- Jeroen van Westen
- Ad Willemen
- Niko de Wit
- Cathalijn Wouters
- Ton van Zantvoort

## Oud-docenten
- Jan Begeer
- Chris Brand
- Han van Gelder
- Hans Laban
- Jan Michielsen
- Theo Mols
- Gerrit de Morée
- Arjen Mulder
- Geert Setola
- Jan Sleper

- Frans Slijpen
- Luk van Soom
- Theo Uittenbogaard
- Ad Willemen
- Halina Zalewska
- Hans van Zummeren